# Теогнис из Мегаре
Теогнис из Мегаре (Грчки: Θέογνις ὁ Μεγαρεύς, Théognis ho Megareús) био je грчки лирски песник активан отприлике у шестом столећу пре нове ере. Дело које му се приписује састоји се од гномске поезије сасвим типичне за то време, са етичким максимама и практичним саветима о животу.
Био је први грчки песник за кога се зна да је изразио забринутост за евентуалну судбину и опстанак сопственог дела. Уз Хомера, Хесиода и ауторе Хомерових химни, он је међу најранијим песницима чије је дело сачувано у континуирана рукописна традиција (дело других архаичних песника сачувано је кроз расуте фрагменте). У ствари, више од половине постојеће елегијске поезије Грчке пре александријског периода укључено је у отприлике 1.400 редова стихова који су му приписани, иако су неколико песама које му се традиционално приписују написали други, нпр. Солон и Еуен. Неки од ових стихова инспирисали су античке коментаторе да га цене као моралисту али се цео његов корпус данас цени због приказа аристократског живота у архаичној Грчкој.
О Теогнису се готово ништа не зна: мало тога је забележено у древним изворима, а савремени научници доводе у питање ауторство већине песама сачуваних под његовим именом.
Немачки филозоф Фридрих Ниче је проучавао Теогнисово дело већ током школских дана у Шулпфорти. Чарлс Дарвин је био упознат са његовим радом и наводио је да је Теогнис разумео принцип природне селекцијуе приликом коментарисања избора партнера.